# اچ‌ام‌اس پمبروک (۱۷۱۰)
اچ‌ام‌اس پمبروک (۱۷۱۰) (به انگلیسی: HMS Pembroke (1710)) یک کشتی بود که طول آن ۱۳۰ فوت (۳۹٫۶ متر) بود.